# Phyllergates heterolaemus
A Phyllergates heterolaemus a madarak osztályának verébalakúak (Passeriformes) rendjébe, ezen belül a berkiposzátafélék (Cettiidae) családba tartozó faj.

## Rendszerezése
A fajt Edgar Alexander Mearns amerikai ornitológus írta le 1905-ben. Sorolták az Orthotomus nembe Orthotomus heterolaemus néven is.

## Előfordulása
Délkelet-Ázsiában, a Fülöp-szigetekhez tartozó Mindanao szigetén honos. Természetes élőhelyei a trópusi és szubtrópusi síkvidéki és hegyi esőerdők, valamint másodlagos erdők. Állandó, nem vonuló faj.

## Megjelenése
Testhossza 11 centiméter, testtömege 6–7 gramm.

## Életmódja
Feltehetően gerinctelenekkel táplálkozik.

## Természetvédelmi helyzete
Az elterjedési területe nem nagy, egyedszáma ugyan csökken, de még nem éri el a kritikus szintet. A Természetvédelmi Világszövetség Vörös listáján nem fenyegetett fajként szerepel.